# Vegueta, Cono Sur y Tafira
Vegueta, Cono Sur y Tafira es uno de los cinco distritos en que se divide administrativamente el término municipal de Las Palmas de Gran Canaria. Constituido el 17 de junio de 2004 por la fusión de los antiguos distritos I (Vegueta) y IX (Tafira), es el distrito número 1 del municipio y comprende todo el sector meridional del término municipal en su vertiente este, limitando al norte con la cuenca del barranco Guiniguada que lo separa del distrito Centro, al sur con el barranco de Las Goteras y los municipios de Santa Brígida y Telde; al este con el litoral y al oeste con el distrito San Lorenzo-Tamaraceite. Con una población de 73.243 habitantes, y una superficie de 33,28 km² es el segundo distrito más extenso del término municipal y el tercero más poblado.

## Edificios y lugares de interés
En el distrito Vegueta, Cono Sur y Tafira es donde se pueden encontrar algunas de las vías y plazas más conocidas de Las Palmas de Gran Canaria, como la Plaza de Santa Ana, la Calle Los Balcones, la Plaza del Pilar Nuevo, la Avenida Marítima del Sur, el paseo de San José, los primeros tramos de la autovía de circunvalación de Las Palmas de Gran Canaria o la carretera del Centro.
Asimismo, en el distrito se encuentran numerosos puntos de interés turístico y ciudadano como la Catedral de Canarias, las Casas Consistoriales del Ayuntamiento de Las Palmas de Gran Canaria, el popularmente conocido como Castillo de San Cristóbal, el Centro Atlántico de Arte Moderno, el Jardín Canario, la Playa de la Laja, el Mercado de Vegueta, el Hospital Insular, el Museo Canario, los edificios judiciales de Las Palmas de Gran Canaria, así como varios museos, lagares y bodegas, restaurantes, pequeños comercios, algunas industrias y otros lugares de ocio y esparcimiento ciudadano.

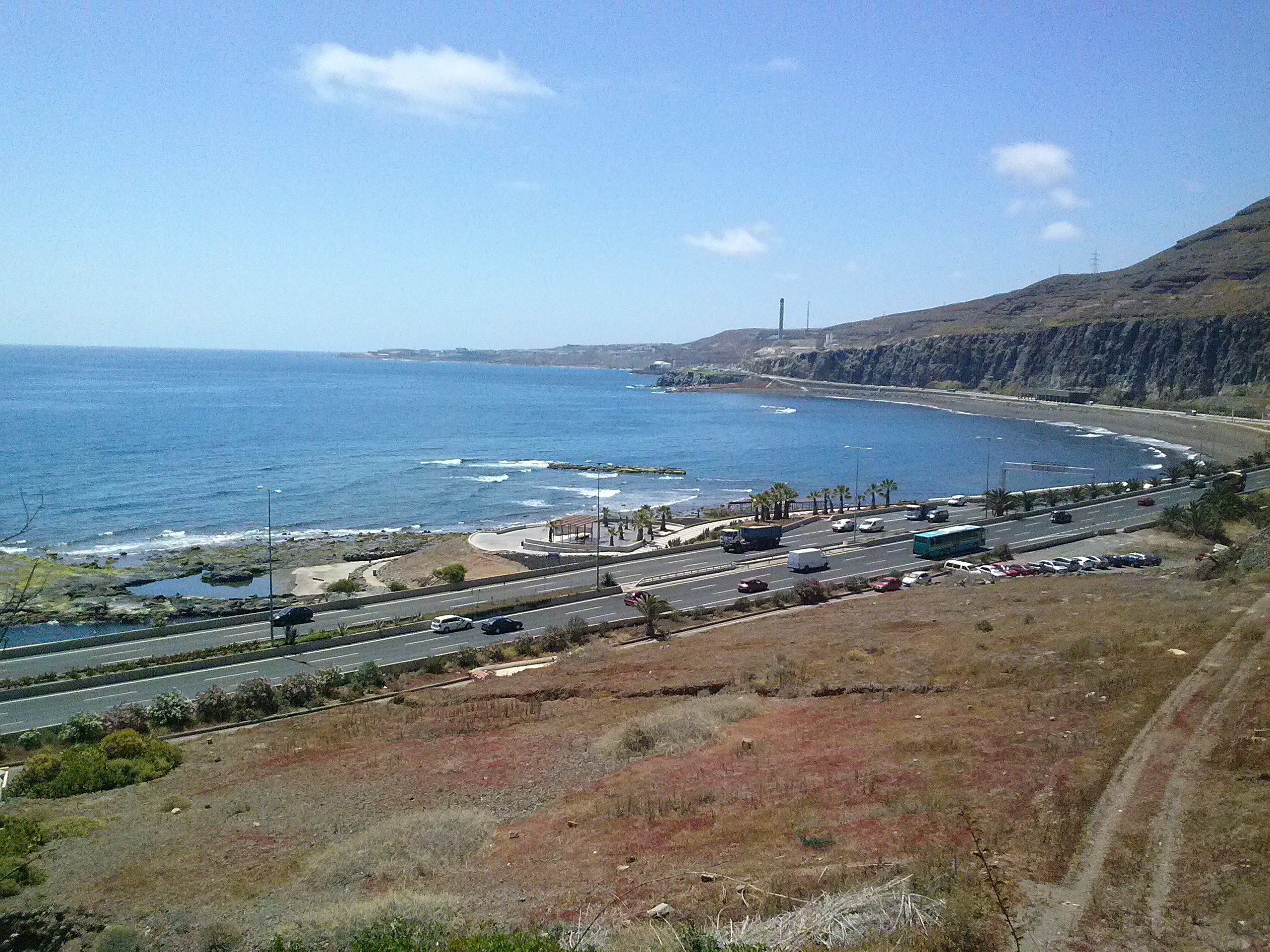
Playa de la Laja, situada en el distrito Vegueta, Cono Sur y Tafira.

En este distrito se emplaza la sede rectoral de la Universidad de Las Palmas de Gran Canaria y los campus de San Cristóbal y de Tafira, este último el principal y más extenso de entre los que cuenta y el que concentra la mayor oferta docente y gran parte de los servicios comunes para la comunidad universitaria. Junto al campus de San Cristóbal se encuentra el Complejo Hospitalario Materno-Insular que engloba a los hospitales universitarios Materno-Infantil de Canarias e Insular.
- Ermita de San Antonio Abad
- Mercado de Vegueta
- Playa de la Laja

## Zonas

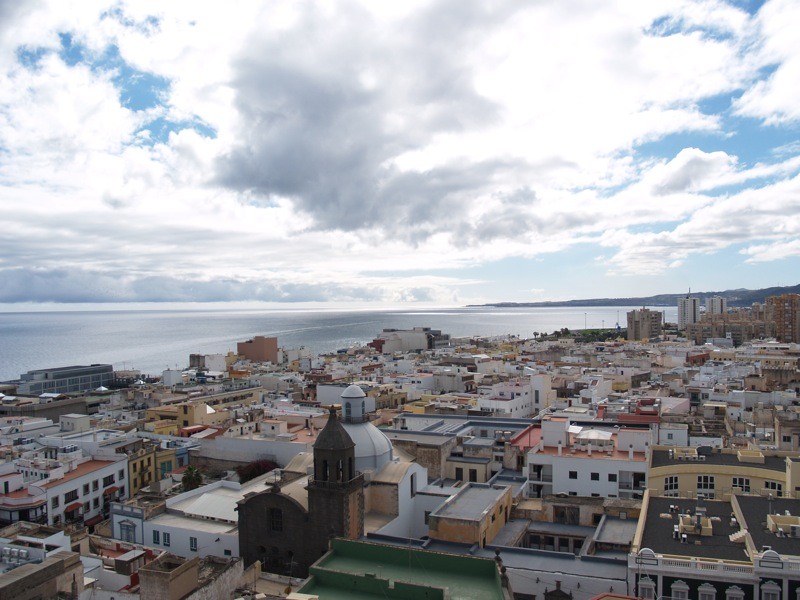
Cono Sur, vista parcial.

Enclave originario de la primera ciudad que la Corona de Castilla fundara en el Atlántico antes de su expansión por tierras americanas, el barrio de Vegueta constituyó el principal núcleo urbano de la ciudad hasta el siglo XIX.
Se explica así que, siendo la primera capital de Castilla en las Islas Canarias, en sus calles angostas y empedradas se emplazaran los edificios de las instituciones político-administrativas que habrían de regir el archipiélago, acompañados por las mansiones y terrenos de los primeros señores. Ello dio lugar a un conjunto urbano en el que se albergan diferentes muestras de arquitectura histórica, tanto civil como administrativa y religiosa, que hacen de Vegueta un barrio que combina lo tradicional con lo moderno.
Tafira, en el interior del distrito, mantiene, aunque en menor medida que en décadas pasadas, el cultivo de la vid y la producción de vino como actividades principales de su desarrollo. La escasa presencia residencial en la zona fue normal hasta los años 1960 del siglo XX, a partir de los cuales empieza su desarrollo urbanístico con la construcción, principalmente, de urbanizaciones de viviendas unifamiliares aisladas, en parcelas que tratan de mantener la belleza paisajística de un entorno rural que cuenta con una gran riqueza en recursos naturales y etnográficos.

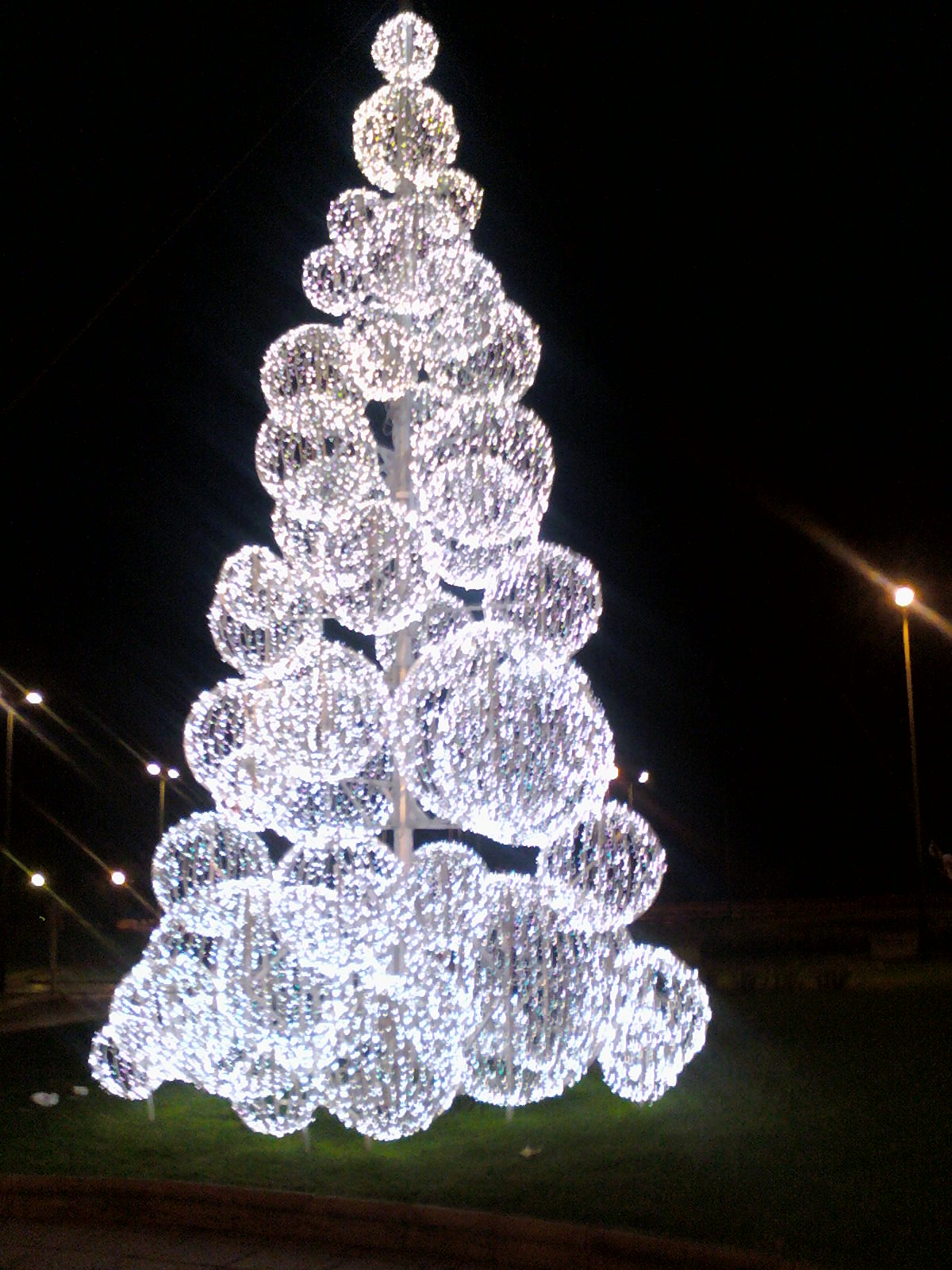
Árbol de Navidad que se enciende en la época estival emplazado entre el Teatro Pérez Galdós y el Mercado de Vegueta.

El denominado Cono Sur es una amalgama de barrios populares cuya construcción, iniciada a partir de los años 1970 de siglo XX, fue paralela a la expansión urbanística de la ciudad. Sin embargo cuenta con barrios tradicionales como el de San José, asentado en pendiente sobre una ladera, o San Cristóbal, popular barrio marinero.

## Barrios
El Distrito Vegueta, Cono Sur y Tafira aglutina cuatro diseminados (La Montañeta, Los Hoyos, Marzagán y Tafira) y a los barrios de: 

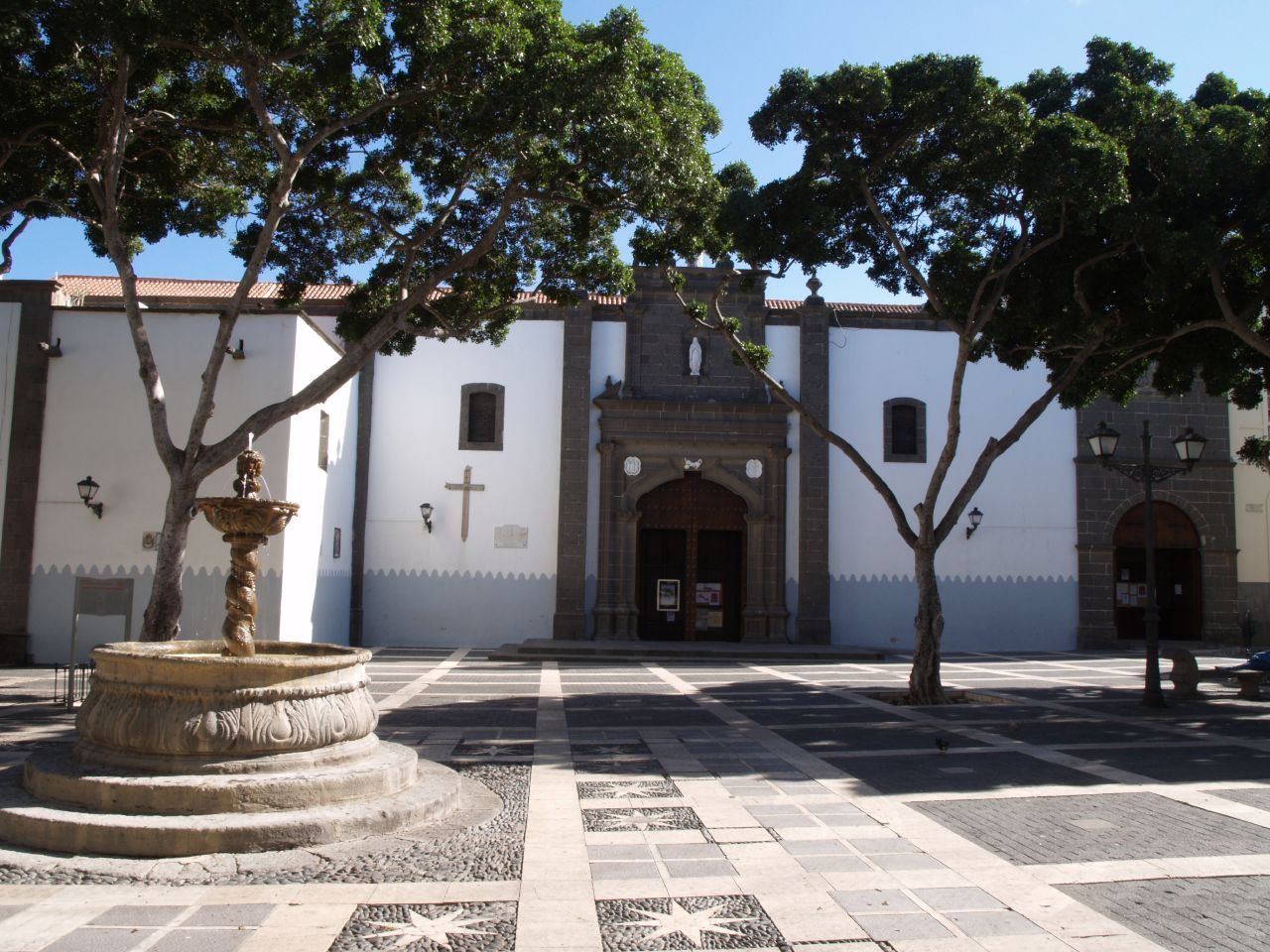
Plaza de Santo Domingo, Vegueta.

| - Campus Universitario - Casablanca I - Cuesta Ramón - El Batán - El Fondillo - El Lasso - El Secadero - Hoya de La Plata - Jinámar (Fase III) - La Calzada - La Cantera - La Data - La Montañeta | - Llano de Las Nieves - Llanos de La Barrera - Lomo Blanco - Lomo de Enmedio - Lomo El Sabinal - Lomo Verdejo - Los Hoyos - Marzagán - Mercalaspalmas - Monteluz - Montequemado - Pedro Hidalgo - Pico Viento | - Salto del Negro - San Cristóbal - San Francisco de Paula - San Juan - San José - San Roque - Santa Margarita - Tafira Alta - Tafira Baja - Tres Palmas - Vega de San José - Vegueta - Zárate - Zurbarán |  |